# Шхери

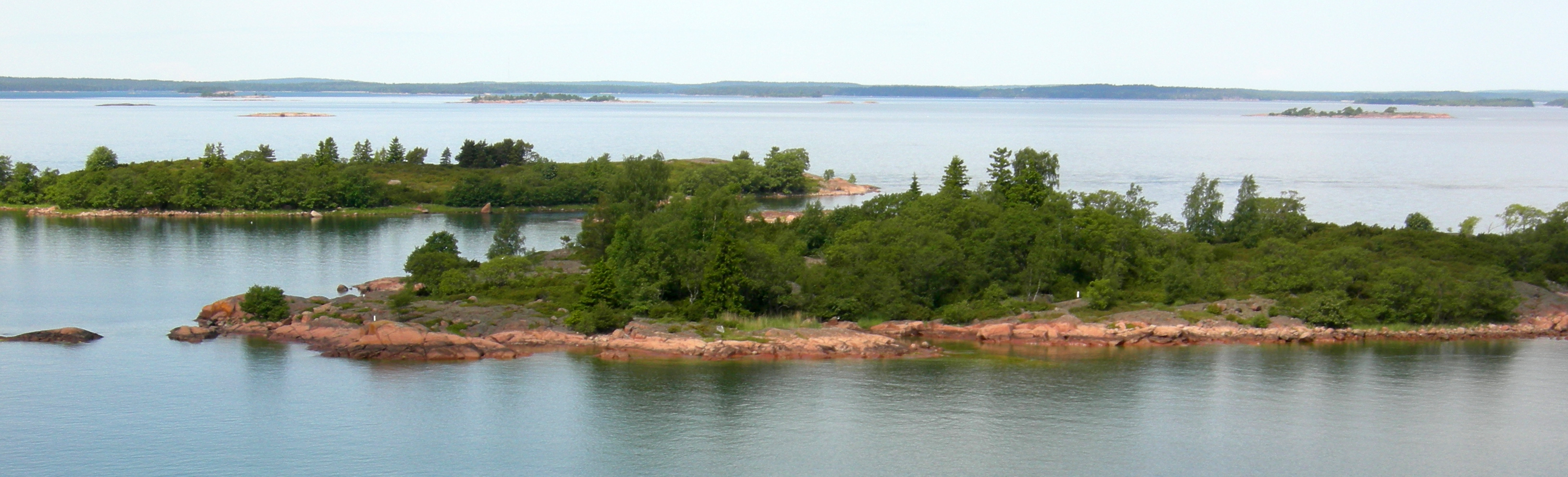
Аландські острови

Шхери — невеликі скелясті острови й групи підводних скель поблизу невисоких, скелястих, складно розчленованих берегів морів в областях пізньоплейстоценового покривного зледеніння. Типові для узбережжя Норвегії, Швеції й Фінляндії, західного узбережжя Білого моря.
Це здебільшого затоплений неглибоким морем льодовиковий екзараційний рельєф («баранячі лоби», гігантські шматки скельних порід, великі валуни, «кучерявенькі» скелі), а також форми льодовикового акумулятивного рельєфу. Разом з фіордами входять у групу інгресійних берегів.

## Формування
Шхери найчастіше утворюються на виході з фіордів, де затоплені льодовиково утворені долини під прямим кутом до узбережжя з’єднуються з іншими поперечними долинами у складний масив. У деяких місцях біля морських окраїн фіордів канали, вкриті льодом, настільки численні та різноманітні за напрямком, що скелясте узбережжя поділено на тисячі острівних блоків, деякі великі та гористі, а інші є просто скелястими точками або скелястими рифами, загроза навігації.
| Земля | Це незавершена стаття з географії. Ви можете допомогти проєкту, виправивши або дописавши її. |